# Tsukasa Fujimoto
Tsukasa Fujimoto (藤本 つかさ?, Fujimoto Tsukasa; Sendai, 30 luglio 1983) è una wrestler giapponese.

## Biografia
Fujimoto sta attualmente lavorando per Ice Ribbon, dove lavora anche dietro le quinte come co-capo allenatore. Attualmente è nel suo quarto regno come il campione di ICE×60/ICE×∞ e quinto regno come una metà del campione nel International Ribbon Tag Team Championship. Lei condivide anche il record per la maggior parte regna come la campione nel IW19 Championship e unificato il titolo con l'ICE×60 Championship nel luglio 2013, mentre anche essere un ex due volte campione nel Triangle Ribbon Championship. Era terzo campione Triple Crown di Ice Ribbon, in una sola volta tenendo la Campionati ICE×60, International Ribbon Tag Team e Triangle Ribbon contemporaneamente, e il primo e unico wrestler ad aver tenuto tutti e quattro campionati Ice Ribbon. Fujimoto fa anche apparizioni regolari per i Pro Wrestling Wave, dove lei è un ex una volta campione di Wave Tag Team Championship e il vincitore del torneo Dual Shock Wave nel 2012.